# Lecanopsis pellizzariae
Lecanopsis pellizzariae är en insektsart som beskrevs av Fontana och Malagnini 2001. Lecanopsis pellizzariae ingår i släktet Lecanopsis och familjen skålsköldlöss. Inga underarter finns listade i Catalogue of Life.